# Ricard Brugada i Panizo
Ricard Brugada i Panizo   (Barcelona, 1867 - Barcelona, 1919) va ser un pintor català.
Tradicionalment classificat dins del naturalisme acadèmic, va estar actiu principalment a Andalusia (Sevilla, Còrdova i Cadis) i va treballar a l'Escola de Belles Arts de Barcelona. Va ser deixeble d'Antoni Caba i Casamitjana. Les seves obres tenen una temàtica costumista i d'arrel romàntica.
Va participar a les Exposicions Nacionals de Belles Arts de 1901, amb l'obra "¡Despedida!" (2,05 x 3,45 m), i a la de 1904 amb el quadre "Murmuración" (2 x 3 metres).
Al Museu Nacional de Belles Arts de Cuba hi ha "Muchacha con palomas”, una pintura a l'oli sobre tela de 1900.
Brugada està enterrat en un panteó del Cementiri del Poblenou.